# 黄金の腕
『黄金の腕』（おうごんのうで、The Man with the Golden Arm）は、1955年製作・公開、オットー・プレミンジャー監督によるアメリカ映画である。

## キャスト
クレジット順
- フランキー・マシーン - フランク・シナトラ
- ザシュ - エリノア・パーカー
- モリー - キム・ノヴァク
- スパロー - アーノルド・スタング
- ルイ - ダーレン・マクギャヴィン
- シュウィフカ - ロバート・ストラウス（英語版）
- ドランキー - ジョン・コント
- ヴィ - ドラ・メランデ
- マーケット - ジョージ・E・ストーン
- ウィリアムズ - ジョージ・マシューズ
- ドミニフスキー - レオニード・キンスキー
- ベドナー刑事 - エミール・メイヤー

クレジット外
- ショーティ・ロジャーズ - ショーティ・ロジャーズ（英語版）（本人役）
- シェリー・マン - シェリー・マン（本人役）

## スタッフ
- 製作・監督 : オットー・プレミンジャー
- 脚本 : ウォルター・ニューマン、ルイス・メルツァー、ベン・ヘクト （ノンクレジット）
- 原作 : ネルソン・オルグレン
- 音楽 : エルマー・バーンスタイン
- 撮影監督 : サム・リーヴィット
- 美術 : ジョセフ・C・ライト、ダレル・シルヴェラ
- 編集 : ルイス・R・レフラー
- タイトルデザイン : ソール・バス

## 製作
本作は、1950年に第1回全米図書賞を受賞したネルソン・オルグレンの小説『黄金の腕』を原作に、 ウォルター・ニューマン、ルイス・メルツァー、そしてノンクレジットであるがベン・ヘクトが共同執筆した脚本により製作された。制作はオットー・プレミンジャーが主宰する「オットー・プレミンジャー・フィルムズ」で、1955年9月26日にクランクイン、同年11月にクランクアップ、同年12月14日までには完成し、ユナイテッド・アーティスツが同日プレミア上映を行った。
当初、映画化権を取得したのはジョン・ガーフィールドであったが、麻薬をテーマとする本作は、犯罪映画（フィルム・ノワール）を規制する当時のヘイズ・コードにより映画化は困難であった。1952年5月21日にガーフィールドが死去、プレミンジャーが実現にこぎつけた。作曲家のショーティ・ロジャーズとジャズドラマーのシェリー・マンが、フランク・シナトラ演じるフランキー・マシーンのオーディションシーンに本人役で出演している。

## 評価
本作は、第28回アカデミー賞において、アカデミー主演男優賞にシナトラ、アカデミー作曲賞にエルマー・バーンスタイン、アカデミー美術賞にジョセフ・C・ライトとダレル・シルヴェラがいずれもノミネートされたが、いずれも受賞は逃した。

## 日本公開、二次利用
日本では、アメリカでの公開の半年後、1956年5月29日に松竹外画部の配給で公開された。1998年にハピネット・ピクチャーズからDVDが発売されて以降、2000年代に入ってからパブリックドメインDVDとして発売されている。2004年にはカバヤ食品が発売した食玩「水野晴郎シネマ館」の10作のうちの1作としてリリースされた。

### 日本語吹替版
| 役名                 | 俳優                     | テレビ版1  | テレビ版2  |
| -------------------- | ------------------------ | ---------- | ---------- |
| フランキー・マシーン | フランク・シナトラ       | 家弓家正   | 前田昌明   |
| ザシュ               | エリノア・パーカー       | 里見京子   | 今井和子   |
| モリー               | キム・ノヴァク           | 赤沢亜沙子 | 小沢沙季子 |
| スパロー             | アーノルド・スタング     | 肝付兼太   | 加茂嘉久   |
| ルイ                 | ダーレン・マクギャヴィン | 小林清志   | 羽佐間道夫 |
| シュウィフカ         | ロバート・ストラウス     | 島宇志夫   |            |
| マーケット           | ジョージ・E・ストーン    | 宮田光     |            |

- テレビ版1：放送日1971年10月7日 東京12チャンネル『木曜洋画劇場』
- テレビ版2：初回放送1973年10月29日 TBS『月曜ロードショー』

## 原作邦訳
- 『黄金の腕』（高橋豊 訳、早川書房） 1956
のちハヤカワ文庫

## 再上映
2003年8月9日、ロカルノ国際映画祭で上映された。

## 関連事項
- 黄金の腕 (小説) （en:The Man with the Golden Arm (novel)）
- 水野晴郎シネマ館
- 007 黄金銃を持つ男 - 原題が本作のパロディであることや、それを映画化したのが本作と同じユナイテッド・アーティスツだったりするなど共通点が多い。

## 註
1. 1 2 3 4 5  The Man with the Golden Arm, Internet Movie Database, 2010年1月24日閲覧。
2. ↑  黄金の腕、キネマ旬報映画データベース、2010年1月24日閲覧。